# Quận của Nam Sudan
Nam Sudan gồm có 86 quận (county). thuộc mười bang là Trung Equatoria, Đông Equatoria, Jonglei, Lakes, Bắc Bahr el Ghazal, Unity, Thượng Nin, Warrap, Tây Bahr el Ghazal, và Tây Equatoria.

## Trung Equatoria
1. Juba (quận)
2. Kajo Keji (quận)
3. Lainya (quận)
4. Morobo (quận)
5. Terekeka (quận)
6. Yei (quận)

## Đông Equatoria
1. Budi (quận)
2. Ikotos (quận)
3. Kapoeta East (quận)
4. Kapoeta North (quận)
5. Kapoeta South (quận)
6. Lafon (quận)
7. Magwi (quận)
8. Torit (quận)

## Jonglei
1. Akobo (quận)
2. Ayod (quận)
3. Gok (quận)
4. Athooc (quận)
5. Twic East (quận)
6. Duk (quận)
7. Fangak (quận)
8. Pigi (quận)
9. Nyirol (quận)
10. Pibor (quận)
11. Pochalla (quận)
12. Uror (quận)
13. Boma (quận)

## Lakes
1. Awerial (quận)
2. Cueibet (quận)
3. Rumbek Center (quận)
4. Rumbek East (quận)
5. Rumbek North (quận)
6. Wulu (quận)
7. Yirol East (quận)
8. Yirol West (quận)

## Bắc Bahr el Ghazal
1. Aweil Centre (quận)
2. Aweil East (quận)
3. Aweil North (quận)
4. Aweil South (quận)
5. Aweil West (quận)

## Unity
1. Abiemnhom (quận)
2. Guit (quận)
3. Koch (quận)
4. Leer (quận)
5. Mayiendit (quận)
6. Mayom (quận)
7. Ruweng (quận)
8. Panyijar (quận)
9. Rubkona (quận)

## Thượng Nin
1. Baliet (quận)
2. Fashoda (quận)
3. Longechuk (quận)
4. Maban (quận)
5. Malakal (quận)
6. Manyo (quận)
7. Maiwut (quận)
8. Melut (quận)
9. Nasir (quận)
10. Panyikang (quận)
11. Renk (quận)
12. Ulang (quận)

## Warrap
1. Gogrial East (quận)
2. Gogrial West (quận)
3. Tonj East (quận)
4. Tonj North (quận)
5. Tonj South (quận)
6. Twic (quận)

## Tây Bahr el Ghazal
trước đây,
1. Jur River (quận)
2. Raga (quận)
3. Wau (quận)

hiện nay,
1. Boro (quận)
2. Deim Zubeir (quận)
3. Ere (quận)
4. Kata (quận)
5. Khor Gana (quận)
6. Naarjur (quận)
7. Sopo (quận)
8. Udici (quận)
9. Wau (quận)

## Tây Equatoria
1. Ezo (quận)
2. Ibba (quận)
3. Maridi (quận)
4. Mundri East (quận)
5. Mundri West (quận)
6. Mvolo (quận)
7. Nagero (quận)
8. Nzara (quận)
9. Tambura (quận)
10. Yambio (quận)